# Rhyacophila grahami
Rhyacophila grahami là một loài Trichoptera trong họ Rhyacophilidae. Loài này komt voor in Trung Quốc.